# Морган Волен
Морган Кол Волен (енгл. Morgan Cole Wallen; Снидвил, 13. мај 1993) амерички је певач и текстописац. Учествовао је у шестој сезони певачког такмичења The Voice, првобитно као део Ашеровог тима, али је касније прешао у тим Адама Левина. Након што је испао, потписао је уговор с дискографском кућом Panacea Records.

## Биографија
Рођен је 13. маја 1993. године у Снидвилу. Отац Томи му је једно време радио као пастор у локалној цркви, а мајка Лесли као просветна радница. Док је био тинејџер, породица се преселила на југ у Ноксвил, где је завршио средњу школу. Играо је на позицији бацача и пресретача за школски бејзбол тим и надао се да ће наставити на колеџу, али је поцепао колатерални лигамент улнарног зглоба током последње године средње школе.

## Дискографија
- (2018)
- (2021)
- (2023)